# Víctor Martínez-Gil
Víctor Martínez-Gil   (Barcelona, 1966) és un historiador i crític literari, i catedràtic de Literatura Catalana Contemporània a la Universitat Autònoma de Barcelona. Les seves principals línies de recerca són: Salvador Espriu, la literatura catalana postmoderna i la literatura fantàstica. En aquest sentit, ha escrit nombrosos articles i estudis i és autor de l'antologia Els altres mons de la literatura fantàstica. Antologia de literatura fantàstica i especulativa (Cercle de Lectors/Galaxia Gutemberg, 2004).